# 益田義信
益田 義信（ますだ よしのぶ、1905年（明治38年）3月1日 - 1990年（平成2年）1月10日）は、日本の洋画家。益田農事株式会社取締役。
益田太郎冠者の子として東京に生まれる。兄弟は5人とも「信」の字を名前に含むため、俗に「五信」と呼ばれる。慶應義塾大学卒。梅原龍三郎に師事する。パリ留学後、国画会に所属した。ヴェネツィア・ビエンナーレなど国際展のコミッショナー。国際造形芸術連盟会長。
日本自動車連盟（JAF）のマークは、1963年（昭和37年）の創立当時に理事を務めていたことから益田がデザインした。色については、制作当初から白とブルーと決めていたとのことで、全9種の試作のうち5枚をJAFに持参し、最終決定されたものが、益田の一番のお気に入りのデザインだったというエピソードが残されている。
父と同じく、戦時中も洋行するほどの放蕩ぶりで、祖父・益田孝（三井物産、日本経済新聞社創業者）の築いた巨額の財産を使い果たしたことで知られる。
妻の桑子は、洋鉄を最初に扱った鋼鉄商の森岡平右衛門娘。

## 著書
- さよなら巴里 （三修社 1979年5月）

## 共編著
- 西洋名画家選集 第6 ボナール画集 （アトリヱ社 1932年）
- 世界の美術 第21 マティス、ブラック （河出書房新社 1964年）
- 世界の名画 第2 モネ・ボナール （学習研究社 1965年）
- 日本の名画 46 梅原竜三郎 （講談社 1973年）
- 日本の名画 3 安井曽太郎・梅原龍三郎・林武 （原田実、小川正隆共編著 講談社 1977年8月）
- モンマルトル青春の画家たち （新潮社（とんぼの本） 1986年11月）

## 翻訳
- ピカソと其の友達 （フェルナンド・オリヴィエ 筑摩書房 1942年）
- 親友ピカソ （ジェーム・サバルテ 美術出版社 1950年）